# A Ferencvárosi TC 1927–1928-as szezonja
A Ferencvárosi TC 1927–1928-as szezonja szócikk a Ferencvárosi TC első számú férfi labdarúgócsapatának egy szezonjáról szól, mely összességében és sorozatban is a 25. idénye volt a csapatnak a magyar első osztályban. A klub fennállásának ekkor volt a 29. évfordulója.

## Mérkőzések
| Színmagyarázat | Színmagyarázat |
| -------------- | -------------- |
|                | Győzelem.      |
|                | Döntetlen.     |
|                | Vereség.       |

### PLASZ I. osztály 1927–28

#### Őszi fordulók
| 1. forduló 1927. augusztus 28. |

| Bocskai FC | 0 – 3       | Ferencváros               |
| ---------- | ----------- | ------------------------- |
|            | Jegyzőkönyv | Fröhlich Rázsó Szedlacsik |

| Debrecen |

| 2. forduló 1927. szeptember 4. |

| Ferencváros                | 4 – 2       | Kispest |
| -------------------------- | ----------- | ------- |
| Kohut Takács II Szedlacsik | Jegyzőkönyv |         |

| Üllői út, Budapest |

| 3. forduló 1927. szeptember 11. |

| Ferencváros              | 5 – 0       | Bástya FC |
| ------------------------ | ----------- | --------- |
| Takács II ög' Szedlacsik | Jegyzőkönyv |           |

| Üllői út, Budapest |

| 4. forduló 1927. szeptember 18. |

| Attila FC | 0 – 3       | Ferencváros                |
| --------- | ----------- | -------------------------- |
|           | Jegyzőkönyv | Takács II Szedlacsik Rázsó |

| Miskolc |

| 5. forduló 1927. október 2. |

| Ferencváros | 1 – 0       | Újpest |
| ----------- | ----------- | ------ |
| Takács II   | Jegyzőkönyv |        |

| Üllői út, Budapest |

| 6. forduló 1927. október 16. |

| Hungária | 2 – 3       | Ferencváros          |
| -------- | ----------- | -------------------- |
|          | Jegyzőkönyv | Takács II Szedlacsik |

| Hungária körút, Budapest |

| 7. forduló 1927. október 23. |

| Ferencváros | 2 – 1       | Vasas |
| ----------- | ----------- | ----- |
| Kohut       | Jegyzőkönyv |       |

| Üllői út, Budapest |

| 8. forduló 1927. október 30. |

| Ferencváros | 1 – 3               | Sabária SC |
| ----------- | ------------------- | ---------- |
| Szedlacsik  | (1 – 0) Jegyzőkönyv |            |

| Üllői út, Budapest Játékvezető: Boronkai Gábor (magyar) |

| 9. forduló 1927. november 6. |

| Nemzeti FC | 2 – 4       | Ferencváros                |
| ---------- | ----------- | -------------------------- |
|            | Jegyzőkönyv | Takács II Kohut Szedlacsik |

| Hungária körút, Budapest |

| 10. forduló 1927. november 13. |

| Budai 11 | 0 – 8       | Ferencváros                      |
| -------- | ----------- | -------------------------------- |
|          | Jegyzőkönyv | Takács II Rázsó Turay Szedlacsik |

| Hungária körút, Budapest |

| 11. forduló 1927. november 20. |

| Ferencváros                | 6 – 1       | III. Kerületi TVE |
| -------------------------- | ----------- | ----------------- |
| Takács II Kohut Szedlacsik | Jegyzőkönyv |                   |

| Üllői út, Budapest |

#### Tavaszi fordulók
| 12. forduló 1928. február 19. |

| Vasas | 1 – 3       | Ferencváros                |
| ----- | ----------- | -------------------------- |
|       | Jegyzőkönyv | Turay Takács II Szedlacsik |

| Üllői út, Budapest |

| 13. forduló 1928. február 26. |

| Ferencváros                      | 8 – 1       | Budai 33 |
| -------------------------------- | ----------- | -------- |
| Kohut Szedlacsik Turay Takács II | Jegyzőkönyv |          |

| Üllői út, Budapest |

| 14. forduló 1928. március 4. |

| Újpest | 1 – 1               | Ferencváros |
| ------ | ------------------- | ----------- |
|        | (0 – 0) Jegyzőkönyv | Kohut       |

| Megyeri út, Újpest Játékvezető: Bíró Sándor (magyar) |

| 15. forduló 1928. március 15. |

| Sabária SC | 0 – 3       | Ferencváros     |
| ---------- | ----------- | --------------- |
|            | Jegyzőkönyv | Takács II Rázsó |

| Üllői út, Budapest |

| 16. forduló 1928. március 18. |

| Ferencváros                | 3 – 2       | Bocskai FC |
| -------------------------- | ----------- | ---------- |
| Takács II Szedlacsik Turay | Jegyzőkönyv |            |

| Üllői út, Budapest |

| 17. forduló 1928. április 1. |

| III. Kerületi TVE | 1 – 2       | Ferencváros     |
| ----------------- | ----------- | --------------- |
|                   | Jegyzőkönyv | Turay Takács II |

| Hungária körút, Budapest |

| 18. forduló 1928. április 15. |

| Kispest | 1 – 5       | Ferencváros           |
| ------- | ----------- | --------------------- |
|         | Jegyzőkönyv | Turay Kohut Takács II |

| Budapest |

| 19. forduló 1928. április 29. |

| Ferencváros     | 5 – 1       | Attila FC |
| --------------- | ----------- | --------- |
| Takács II Turay | Jegyzőkönyv |           |

| Üllői út, Budapest |

| 20. forduló 1928. május 13. |

| Ferencváros | 1 – 2       | Hungária |
| ----------- | ----------- | -------- |
| Takács II   | Jegyzőkönyv |          |

| Üllői út, Budapest |

| 21. forduló 1928. május 20. |

| Ferencváros                | 4 – 1               | Nemzeti FC |
| -------------------------- | ------------------- | ---------- |
| Szedlacsik Takács II Kohut | (1 – 1) Jegyzőkönyv |            |

| Üllői út, Budapest Nézőszám: 7 000 Játékvezető: Antalics (magyar) |

| 22. forduló 1928. június 10. |

| Bástya FC | 1 – 2       | Ferencváros |
| --------- | ----------- | ----------- |
|           | Jegyzőkönyv | Kohut Turay |

| Szeged |

#### A végeredmény
| #  | Csapat            | J  | Gy | D | V  | Rg | Kg | Gk  | P  | Megjegyzés                         |
| -- | ----------------- | -- | -- | - | -- | -- | -- | --- | -- | ---------------------------------- |
| 1  | Ferencváros       | 22 | 19 | 1 | 2  | 77 | 23 | +54 | 39 | Bajnok, 1928-as közép-európai kupa |
| 2  | Hungária          | 22 | 16 | 3 | 3  | 68 | 26 | +42 | 35 | 1928-as közép-európai kupa         |
| 3  | Újpest            | 22 | 15 | 4 | 3  | 62 | 25 | +37 | 34 |                                    |
| 4  | Sabária SC        | 22 | 15 | 3 | 4  | 49 | 29 | +20 | 33 |                                    |
| 5  | III. Kerületi TVE | 22 | 8  | 3 | 11 | 41 | 51 | -10 | 19 |                                    |
| 6  | Nemzeti FC        | 22 | 7  | 4 | 11 | 41 | 47 | -6  | 18 |                                    |
| 7  | Bástya FC         | 22 | 5  | 6 | 11 | 26 | 44 | -18 | 16 |                                    |
| 8  | Budai 33          | 22 | 5  | 6 | 11 | 23 | 64 | -41 | 16 |                                    |
| 9  | Kispest           | 22 | 6  | 3 | 13 | 39 | 61 | -22 | 15 |                                    |
| 10 | Vasas SC          | 22 | 6  | 2 | 14 | 37 | 57 | -20 | 14 |                                    |
| 11 | Bocskai FC        | 22 | 4  | 5 | 13 | 31 | 50 | -19 | 13 |                                    |
| 12 | Attila FC         | 22 | 4  | 4 | 14 | 27 | 44 | -17 | 12 | Kiesett                            |

#### Eredmények összesítése
Az alábbi táblázatban összesítve szerepelnek a Ferencvárosi TC 1927/28-as bajnokságban elért eredményei.
| Ősz/tavasz (forduló)    | Otthon | Otthon | Otthon | Otthon | Otthon | Otthon | Otthon | Idegenben | Idegenben | Idegenben | Idegenben | Idegenben | Idegenben | Idegenben |
| Ősz/tavasz (forduló)    | M      | GY     | D      | V      | LG–KG  | GK     | P      | M         | GY        | D         | V         | LG–KG     | GK        | P         |
| ----------------------- | ------ | ------ | ------ | ------ | ------ | ------ | ------ | --------- | --------- | --------- | --------- | --------- | --------- | --------- |
| Őszi szezon (1–11.)     | 6      | 5      | 0      | 1      | 19–7   | +12    | 10     | 5         | 5         | 0         | 0         | 21–4      | +17       | 10        |
| Tavaszi szezon (12–22.) | 5      | 4      | 0      | 1      | 21–7   | +14    | 8      | 6         | 5         | 1         | 0         | 16–5      | +11       | 11        |
| Összesen (1–22.)        | 11     | 9      | 0      | 2      | 40–14  | +26    | 18     | 11        | 10        | 1         | 0         | 37–9      | +28       | 21        |

### Magyar kupa 1927–28
| 1928. február 12. |

| III. Kerületi TVE | 1 – 11              | Ferencváros                                   |
| ----------------- | ------------------- | --------------------------------------------- |
|                   | (0 – 5) Jegyzőkönyv | Turay Szedlacsik Rázsó Bukovi Takács II Kohut |

| Hungária körút, Budapest |

| 1928. február 22. |

| Ferencváros                        | 9 – 0       | Dorogi AC |
| ---------------------------------- | ----------- | --------- |
| Kohut Turay Bukovi Takács II Toldi | Jegyzőkönyv |           |

| Üllői út, Budapest |

Negyeddöntő
| 1928. június 7. |

| Pécs–Baranya | 3 – 9       | Ferencváros                |
| ------------ | ----------- | -------------------------- |
|              | Jegyzőkönyv | Takács II Szedlacsik Turay |

| Pécs |

Elődöntő
| 1928. június 17. |

| Újpest | 1 – 2       | Ferencváros       |
| ------ | ----------- | ----------------- |
|        | Jegyzőkönyv | Furmann Takács II |

| Megyeri út, Újpest |

Döntő
| 1928. június 24. 17:30 |

| Ferencváros                                | 5 – 1             | Attila (miskolci)               |
| ------------------------------------------ | ----------------- | ------------------------------- |
| Kohut 22' 59' 66' Szedlacsik 80' Turay 89' | (1 – 0) Részletek | Rieff 51' Pruha 61′ Powolny 61′ |

| Üllői út, Budapest Nézőszám: 8 000 Játékvezető: Szél László (magyar) |

### Egyéb mérkőzések
| 1927. augusztus 15. |

| Hakoah Vienna | 2 – 5       | Ferencváros                  |
| ------------- | ----------- | ---------------------------- |
|               | Jegyzőkönyv | Rázsó Szedlacsik Turay Kohut |

| Bécs |

| 1927. augusztus 21. |

| Jugoszlavija | 3 – 5       | Ferencváros                     |
| ------------ | ----------- | ------------------------------- |
|              | Jegyzőkönyv | Turay Fröhlich Szedlacsik Kohut |

| Belgrád |

| 1927. augusztus 25. |

| Ferencváros                       | 4 – 2       | Wiener AC |
| --------------------------------- | ----------- | --------- |
| Fröhlich Turay Szedlacsik Furmann | Jegyzőkönyv |           |

| Üllői út, Budapest |

| 1927. szeptember 8. |

| Ferencváros  | 2 – 0       | Vienna FC |
| ------------ | ----------- | --------- |
| Turay Bukovi | Jegyzőkönyv |           |

| Hungária körút, Budapest |

| 1927. október 8. |

| Ferencváros, Hungária vegyes | 1 – 1               | SAND |
| ---------------------------- | ------------------- | ---- |
| Furmann                      | (1 – 0) Jegyzőkönyv |      |

| Hungária körút, Budapest |

| 1927. november 1. |

| Ferencváros | 0 – 0               | Admira Wacker Mödling |
| ----------- | ------------------- | --------------------- |
|             | (0 – 0) Jegyzőkönyv |                       |

| Üllői út, Budapest |

| 1927. november 27. |

| Sparta Praha | 4 – 1       | Ferencváros |
| ------------ | ----------- | ----------- |
|              | Jegyzőkönyv | Takács II   |

| Prága |

| 1927. december 4. |

| Ferencváros | 1 – 4               | Slavia Praha |
| ----------- | ------------------- | ------------ |
| Kautzky     | (0 – 2) Jegyzőkönyv |              |

| Üllői út, Budapest |

| 1927. december 10. |

| Jugoszlavija | 1 – 3       | Ferencváros |
| ------------ | ----------- | ----------- |
|              | Jegyzőkönyv | Takács II   |

| Belgrád |

| 1927. december 11. |

| Beogradski SK | 2 – 4       | Ferencváros      |
| ------------- | ----------- | ---------------- |
|               | Jegyzőkönyv | Takács II Bukovi |

| Belgrád |

| 1927. december 17. |

| Olimbiakósz | 2 – 4               | Ferencváros              |
| ----------- | ------------------- | ------------------------ |
|             | (0 – 2) Jegyzőkönyv | Kautzky Kohut Szedlacsik |

| Athén |

| 1927. december 18. |

| Enosszisz | 0 – 6       | Ferencváros                        |
| --------- | ----------- | ---------------------------------- |
|           | Jegyzőkönyv | Takács II Kautzky Kohut Szedlacsik |

| Athén |

| 1927. december 23. |

| Kairó válogatott | 2 – 4       | Ferencváros                |
| ---------------- | ----------- | -------------------------- |
|                  | Jegyzőkönyv | Rázsó Szedlacsik Takács II |

| Kairó |

| 1927. december 25. |

| Alexandria válogatott | 0 – 3       | Ferencváros                  |
| --------------------- | ----------- | ---------------------------- |
|                       | Jegyzőkönyv | Kautzky Takács II Szedlacsik |

| Alexandria |

| 1927. december 30. |

| Kairó válogatott | 1 – 1       | Ferencváros |
| ---------------- | ----------- | ----------- |
|                  | Jegyzőkönyv | Bukovi      |

| Kairó |

| 1928. január 1. |

| Alexandria | 0 – 1       | Ferencváros |
| ---------- | ----------- | ----------- |
|            | Jegyzőkönyv | Kautzky     |

| Alexandria |

| 1928. január 6. |

| Kairó válogatott | 1 – 2               | Ferencváros |
| ---------------- | ------------------- | ----------- |
|                  | (0 – 0) Jegyzőkönyv | Kohut       |

| Kairó |

| 1928. január 8. |

| Port Said válogatott | 2 – 6       | Ferencváros                      |
| -------------------- | ----------- | -------------------------------- |
|                      | Jegyzőkönyv | Takács II Kohut Fröhlich Kautzky |

| Port Szaíd |

| 1928. január 10. |

| Angol katonai válogatott | 0 – 6       | Ferencváros             |
| ------------------------ | ----------- | ----------------------- |
|                          | Jegyzőkönyv | Takács II Kohut Kautzky |

| Kairó |

| 1928. január 13. |

| Egyiptom | 1 – 4       | Ferencváros                        |
| -------- | ----------- | ---------------------------------- |
|          | Jegyzőkönyv | Takács II Szedlacsik Kohut Kautzky |

| Kairó |

| 1928. március 11. |

| Ferencváros, Hungária vegyes | 5 – 0       | Beogradski SK |
| ---------------------------- | ----------- | ------------- |
| Turay Bukovi Kohut Takács II | Jegyzőkönyv |               |

| Hungária körút, Budapest |

| 1928. április 5. |

| Ferencváros            | 4 – 2       | Újpest |
| ---------------------- | ----------- | ------ |
| Koszta Takács II Turay | Jegyzőkönyv |        |

| Üllői út, Budapest |

| 1928. április 8. |

| Ferencváros | 1 – 4       | Sabária SC |
| ----------- | ----------- | ---------- |
| Lyka II     | Jegyzőkönyv |            |

| Üllői út, Budapest |

| 1928. április 9. |

| Hungária | 1 – 2       | Ferencváros      |
| -------- | ----------- | ---------------- |
|          | Jegyzőkönyv | Szedlacsik Kohut |

| Hungária körút, Budapest |

| 1928. április 16. |

| SAND | 1 – 6       | Ferencváros               |
| ---- | ----------- | ------------------------- |
|      | Jegyzőkönyv | Turay Takács II Rázsó ög' |

| Szabadka |

| 1928. május 27. |

| Ferencváros        | 5 – 1       | Slavia Praha |
| ------------------ | ----------- | ------------ |
| Kohut Turay Koszta | Jegyzőkönyv |              |

| Hungária körút, Budapest |

| 1928. május 28. |

| Ferencváros           | 6 – 1       | Blackburn Rovers |
| --------------------- | ----------- | ---------------- |
| Takács II Kohut Turay | Jegyzőkönyv |                  |

| Üllői út, Budapest |

| 1928. június 3. |

| Ferencváros          | 3 – 1       | Vienna FC |
| -------------------- | ----------- | --------- |
| Takács II Szedlacsik | Jegyzőkönyv |           |

| Üllői út, Budapest |

| 1928. június 29. |

| Admira Wacker Mödling | 6 – 1       | Ferencváros |
| --------------------- | ----------- | ----------- |
|                       | Jegyzőkönyv | Takács II   |

| Bécs |

| 1928. július 1. |

| Rapid Wien | 2 – 4       | Ferencváros            |
| ---------- | ----------- | ---------------------- |
|            | Jegyzőkönyv | Kohut Takács II Bukovi |

| Bécs |

| 1928. július 5. |

| ŠK Bratislava | 2 – 5       | Ferencváros                          |
| ------------- | ----------- | ------------------------------------ |
|               | Jegyzőkönyv | Takács II Berkessy Szedlacsik Koszta |

| Pozsony |

| 1928. július 8. |

| ŠK Žilina | 1 – 2       | Ferencváros |
| --------- | ----------- | ----------- |
|           | Jegyzőkönyv | Kohut Turay |

| Zsolna |

| 1928. július 10. |

| MFK Ružomberok | 2 – 8       | Ferencváros             |
| -------------- | ----------- | ----------------------- |
|                | Jegyzőkönyv | Takács II Turay Furmann |

| Rózsahegy |

| 1928. július 14. |

| Kassai válogatott | 1 – 8       | Ferencváros                             |
| ----------------- | ----------- | --------------------------------------- |
|                   | Jegyzőkönyv | Takács II Szedlacsik Koszta Turay Kohut |

| Kassa |

| 1928. július 15. |

| 1. FC Košice | 1 – 6       | Ferencváros              |
| ------------ | ----------- | ------------------------ |
|              | Jegyzőkönyv | Takács II Turay Berkessy |

| Kassa |

## Külső hivatkozások
- A csapat hivatalos honlapja (magyarul)
- Az 1927–1928-as szezon menetrendje a tempofradi.hu-n (magyarul)